# Ángel Torres Sánchez
Ángel Torres Sánchez (nascut el 1952 a Recas, Província de Toledo) és un empresari industrial espanyol, i actual president executiu del Getafe Club de Fútbol.

## Biografia
Va néixer en una família toledana, que va emigrar a Getafe quan Torres era menor d'edat. Amb 14 anys va entrar com a aprenent en un taller de cotxes i més tard va treballar a la fàbrica d'electrodomèstics Kelvinator. Després d'una vaga, Torres va ser acomiadat per ser membre del, en aquells dies clandestí, sindicat Comissions Obreres i va aprofitar el temps per complir el servei militar obligatori. Posteriorment, va tornar a Madrid per treballar en una manufacturera de Fuenlabrada. El seu primer contacte amb el futbol va ser com a soci del Club Getafe Deportivo, que va desaparèixer el 1982.
Torres va fer fortuna en els anys 1980 com a empresari de la construcció, a través de la cooperativa Nuevo Hogar que va organitzar conjuntament amb l'associació de veïns de Getafe. La constructora va edificar múltiples casese adossades al barri residencial Buenavista (Sector 3), en ple augment demogràfic a les ciutats properes a Madrid. Més tard, Torres va vendre la seva participació en la cooperativa i va invertir en la compra de discoteques, bars, bingos i altres negocis assentats a la localitat.
El 2002, l'alcalde de Getafe, Pedro Castro, va convèncer Torres per tal que comprés el Getafe Club de Fútbol, que llavors travessava una difícil situació esportiva i econòmica. En tres temporades, l'empresari va aconseguir l'ascens de l'equip a primera divisió la temporada 2003-04, per primera vegada en la història del club. En la seva etapa com a mandatari, el Getafe CF va arribar a jugar competicions europees com la Copa de la UEFA, i va ser finalista de la Copa del Rei el 2007 i 2008.
El 21 d'abril de 2011, va anunciar la venda de l'equip madrileny a un consorci presumptament ubicat a Dubai (Emirats Àrabs Units), el Royal Emirates Group, per a prop de 90 milions d'euros. El 27 de juny de 2012 es va fer públic que una suposada trama d'estafadors encapçalada per l'empresari Joan Batalla Juanola havia estat detinguda el 19 de juny pels Mossos d'Esquadra. Aquest empresari havia estat inicialment l'interlocutor entre Royal Emirates Group i el Getafe C.F. Part de la premsa esportiva va interpretar que el Royal Emirates Group formava part de la trama confonent l'empresa de Dubai amb falsos xeics i estafadors. El dia 28 de juny de 2012 Royal Emirates Group va comunicar que emprendria accions legals per aquests fets.